# Cenaclul din Ierusalim

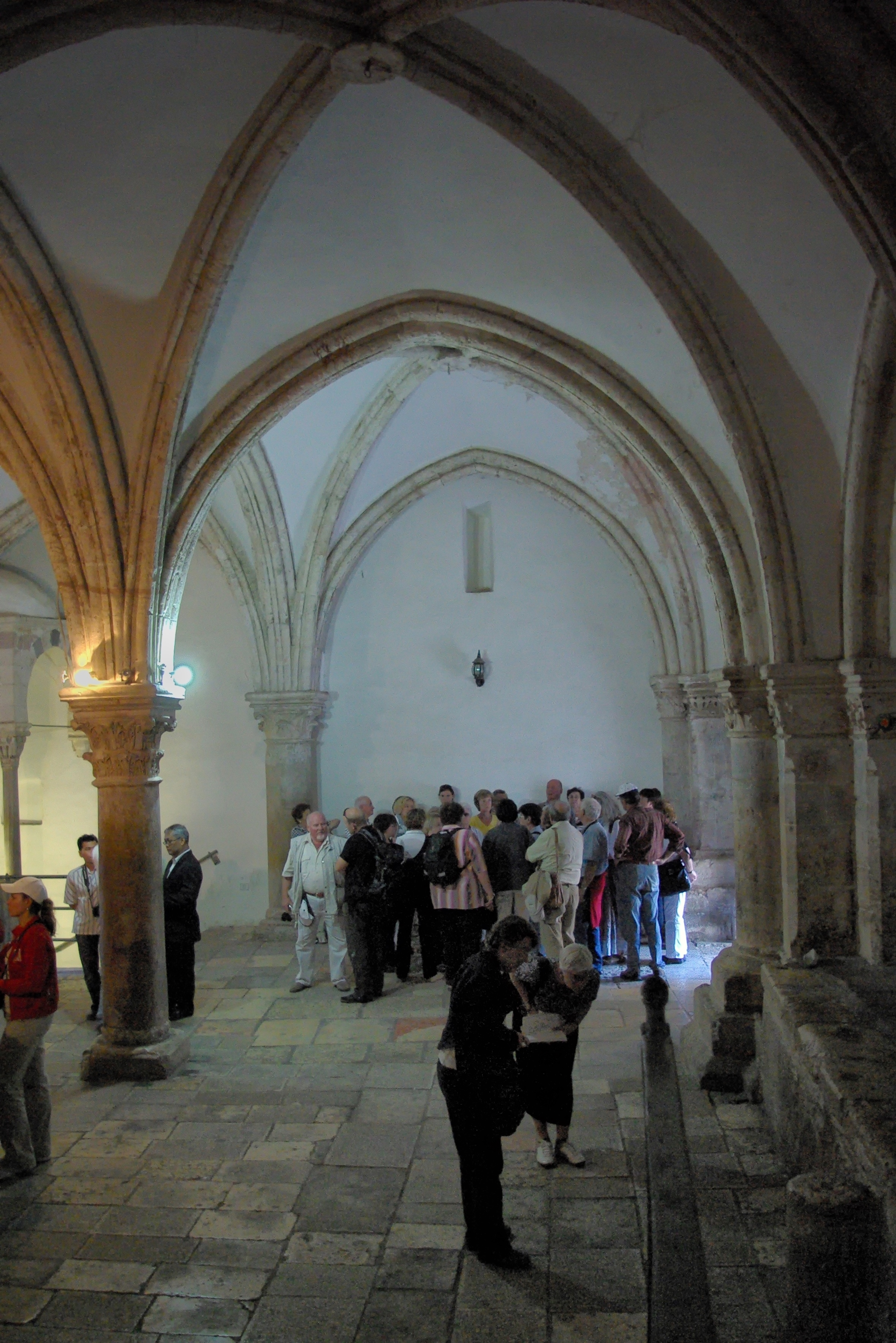
Cenaclul pe muntele Sion, vedere interioară parțială

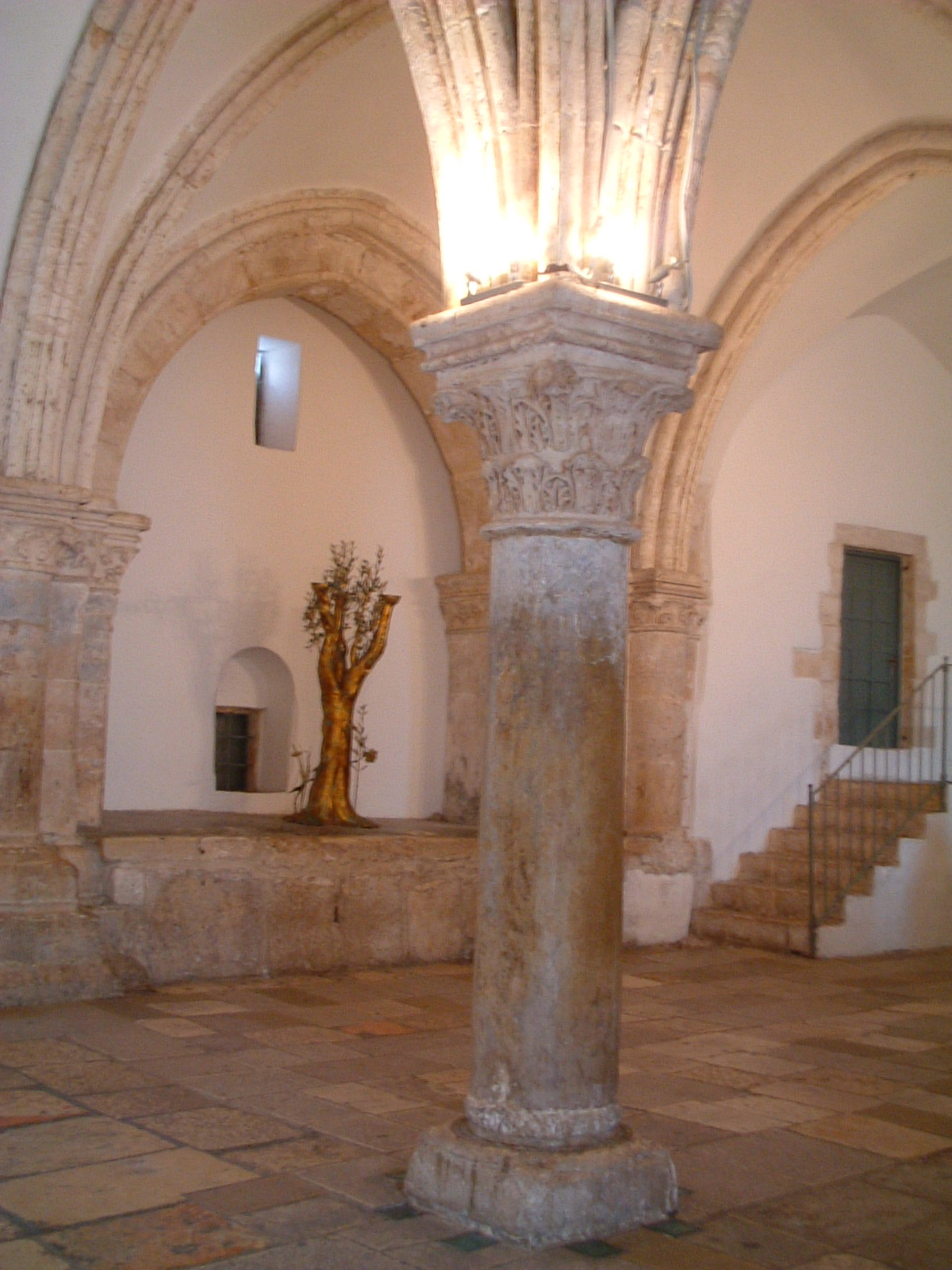
Cenaclul, vedere parțială

Cenaclul din Ierusalim  este „odaia de sus”  sau „foișorul” (traducerea oficiala a BOR) unde s-a defășurat, în ziua numită a Joii Mari, Cina cea de Taină sau Ultima Cină a lui Iisus Hristos.
Încăperea, în forma de pătrat, de dimensiuni relativ reduse (15m x 12 m) este, după tradiție, legată și de alte evenimente din istoria credinței creștine: Euharistia, Spălarea picioarelor, apariția lui Iisus înviat în fața apostolilor,  Pogorârea Sfântului Duh și Adormirea Maicii Domnului.

## Poziția geografică

### Pe muntele Sion
După tradiția majorității bisericilor creștine, ea se găsea la etajul unei case de pe vârful muntelui Sion, colina aflată în sud-vestul cetății Ierusalimului din vremea romană. Această tradiție este relativ târzie, din secolele IV-V și, se pare, derivă din tradiția mai temeinică care localiza pe Muntele Sion evenimentul pogorârii Sfântului Duh asupra apostolilor (Chiril de Alexandria, înainte de 348). Acest din urmă eveniment este menționat ca având loc într-o „odaie de sus”, foarte probabil aceeași unde a avut loc mai înainte Cina cea de Taină.
Astăzi e vorba de o clădire de două etaje, înglobată într-un ansamblu mai mare, aflat în afara cetății în forma ei medievală, la sud de Poarta Sion (în ebraică Șaar Țion, în arabă Bab an-Nabi Da'ud) din zidul otoman de secol XVI, în spatele unui edificiu al ordinului franciscan (Ad coenaculum) și în apropierea Bisericii Adormirii Maicii Domnului (Dormitio în limbaj curent).
Clădirea adăpostește două obiective principale de importanță religioasă și istorică, unul la fiecare nivel: la parter se află,, după unele cutume evreiești apărute în secolul al XIII-lea, mormântul legendar al regelui David, cu o anexă cuprinzând încă un monument funerar fictiv la nivelul superior, și în partea de vest odaia unde se comemorează Spălarea picioarelor. La etajul unu, la est, se află Cenaclul împreună cu Capela Pogorârii Sfântului Duh. Pe acoperișul edificiului, cunoscut de musulmani drept "Moscheea Nabi Daud" (Profetul David), se află un minaret.
Și în vremea lui Iisus, când aparținea probabil unui prieten și adept al acestuia (Fapte 2,44-45), avea de asemenea două niveluri.
Clădirea este un loc creștin de pelerinaj, în special capela Cinei celei de Taină de la etaj, dar de multă vreme nu mai este loc oficial de rugăciune și cult.

### În mănăstirea siriacă
După alte tradiții, cum este cea a Bisericii Ortodoxe Siriace a Antiohiei, "odaia de sus" a Cinei celei de Taină era o altă încăpere aflată dedesubtul Mănăstirii Sf. Marcu din apropierea Cartierului Armean din zona veche a Ierusalimului și care ar fi fost locul casei Mariei, mama evanghelistului Marcu (Ioan Marcu).

## Evenimente legate de tradiția creștină

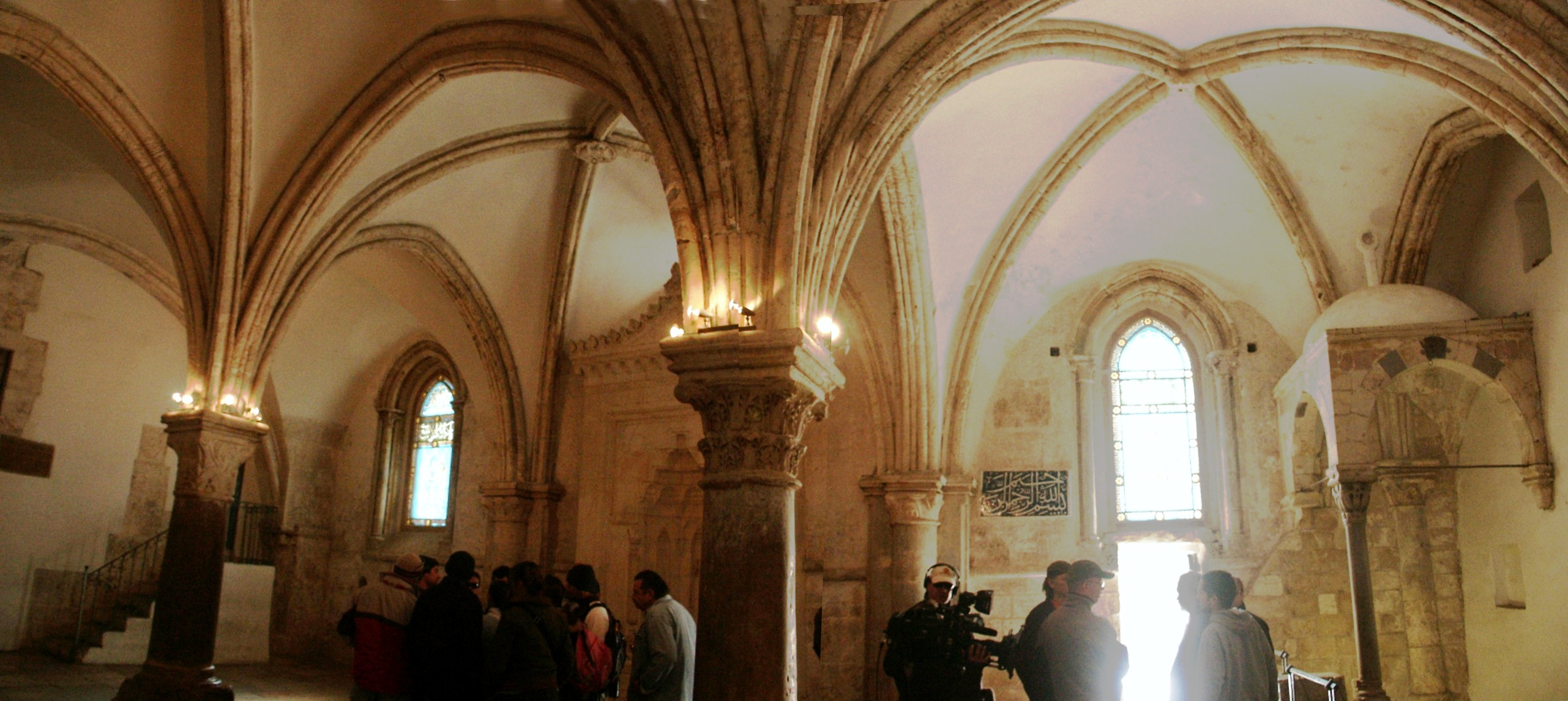
Cenaclul din Ierusalim

Cina cea de Taină, Ultima Cină sau Cina Domnului a fost, conform tradiției a trei din evangheliile sinoptice, cina de despărțire a lui Iisus de ucenicii Lui. Această cină corespundea cu cina de Seder pe care o prăznuiesc evreii până în zilele noastre de sărbătoarea Paștelui evreiesc.
La această cină, Isus a frânt pâinile și a instituit ceremonia Euharistiei (Împărtășaniei). Ea a devenit și motivul multor picturi și altor opere de artă.
După evanghelia lui Marcu 14,15 și cea a lui Luca 22,12, era vorba de o încăpere la un etaj, pe care ucenicii au găsit-o după indicația învățătorului lor, urmând pașii unui cărăuș de apă pe ulițele Ierusalimului. În Evanghelia lui Matei 26, 17-19 lipsesc aceste amănunte. Evanghelia lui Ioan 13. 1-17 pomenește cina deja în versetul al doilea, dar nu menționează locul și nici cuvintele lui Iisus despre pâine și vin. Aici, cina se leagă de ceremonia Spălării picioarelor.
Dupa tradiția creștină, aici ar fi și locul unde ucenicii s-au adunat după răstignirea lui Isus și unde au fost salutați de Acesta în apariția Lui după Înviere (Luca 24,36 urm. și Ioan, 20,19-29). De asemenea, camera este identificată cu acea odaie la etaj în care ucenicii, Maria și femeile au așteptat în reculegere și rugăciune vreme de 10 zile după Înălțarea la cer (Perioada Cenaclului), până ce Sfântul Duh a descins deasupra lor cu „limbi de foc" în ziua Rusaliilor (Pentecostului) [Fapte 1, 12-14 sau 2, 1-4].
Aici s-ar fi întâmplat și alte evenimente semnificative în viața bisericii creștine:
- Alegerea lui Matia pentru a-l înlocui pe Iuda Iscarioteanul în colegiul celor doisprezece apostoli (Fapte, 1,26)
- Primul Conciliu al Ierusalimului
- După tradiția ortodoxă - Adormirea Mariei, al cărui trup a fost apoi transferat la Gethsemani (Gat Șmaney)

## Istoria post-biblică
După calugărul catolic și arheologul Bargil Pixner, contestat de colegii de breaslă, locul ar fi trecut printr-un număr de transformări:

### Biserica-sinagogăși Biserica Apostolilor
Muntele identificat ca muntele Sion de către creștini a devenit centrul primilor creștini din Ierusalim.
Clădirea originară ar fi fost o sinagogă, intrată mai apoi în uzul iudeo-creștinilor sau al primilor creștini. În timpul cuceririi Ierusalimului de către Titus în anul 70 e.n., cenaclul a rămas nevătămat și a redevenit curând o biserică, sub numele Biserica Apostolilor sau Biserica de Sus a Apostolilor. Trei ziduri au supraviețuit – cele de nord, est și sud ai actualului „Mormânt al lui David”.
Comunitatea creștină a Noului Ierusalim sau a Noului Sion este cea care, probabil, a dat numele de Sion acestei coline din afara zidurilor cetății de altădată .
Sfântul Epifanie de Salamina (315 - 402) susținea că împăratul roman Adrian (Hadrian), care după înăbușirea răscoalei evreilor conduși de Șimon Bar Kohva a ras în anul 135 Ierusalimul de pe fața pământului și i-a schimbat și numele în Aelia Capitolina, ar fi lăsat neatinsă  „o mică biserică de creștini, construită pe locul unde s-au dus ucenicii după ce Domnul S-a înălțat la cer”, așa-numita biserică a Domnului sau a lui Dumnezeu (în ebraică Kehal-El sau în greacă Ekklesia tou theou). În acel moment, evreii nu mai puteau, prin hotărârea împăratului, să mai pună piciorul în oraș - și asta într-o vreme în care distincția între iudaism și creștinism încă nu era clară, iar majoritatea discipolilor locali ai lui Iisus erau încă evrei.

### Bazilica Sfântului Sion (382-1009)
Alături de biserica Apostolilor, împăratul Teodosiu I a ridicat biserica octagonală, denumită: Biserica Theodosiană sau a Sfântului Sion ori Sion, Mama tuturor bisericilor. Începutul construcției ei a fost probabil prin 382 e.n.., ea fiind sființită de episcopul Ioan al II-lea al Ierusalimului (386- 417) în anul 394 e.n.  Câțiva ani mai târziu, episcopul Ioan al II-lea a lărgit Biserica Sfântului Sion (Haghia Sion) transformând-o într-o bazilică rectangulară cu cinci naosuri (nave), de asemenea alături de Biserica Apostolilor. Aceste biserici apar înfățișate pe mozaicurile din biserica "Sf. Pudentiana" din Roma și de la Madaba.
În 415, biserica Sf. Sion a adăpostit pentru câțiva ani rămășițele pământești ale Sfântului Ștefan 
Mai târziu, marea bazilică Sf. Sion a fost dărâmată de către sasanizi în anul 614 e.n., iar la scurt timp după aceea parțial restaurată de către patriarhul Modestus.
Ea a fost iarăși distrusă până la temelie în anul 1009 de către califul musulman din Cairo, Al Hakim, și a fost reconstruită de către cruciați.

### Bazilica Sfintei Maria (de la 1110-30 la 1219)
Cruciații au reclădit prin 1130 bazilica cu trei nave și au închinat-o Sfintei Maria – numind-o Biserica și mănăstirea "Sfânta Maria". Pentru întâia oară, ea includea acum și cele trei ziduri rămase din vechea sinagogă iudeo-creștină.
Lângă peretele de vest al fostei sinagogi, fără a se atinge de peretele de est, (unde la parter se află azi camerele „Mormântului lui David”), cruciații au clădit o cameră superioară, cunoscută azi ca Cenaculum, și care poate fi vizitată de pelerini. De asemenea, într-o încăpere la nivel inferior au loc ceremonii în amintirea spălării picioarelor. Acolo se află și o sinagogă, pe locul unde care mituri din veacul al X-XII-lea le indicau a fi Mormântul regelui David. 
Bazilica a fost distrusă în anul 1219 de către sultanul Damascului, Al-Muazzâm Turan Șah.

### Cenaclul franciscan. Moscheea "Nabi Da'ud"
În 1333, după negocieri anevoioase, în numele regelui Robert de Anjou al Neapolelui, Ordinul catolic al fraților minoriți (franciscani), reprezentat de fratele Roger Garin din Aquitania, a cumpărat încăperea de la sultanul mameluc al Egiptului, En Nasser Muhammad. Franciscanii, deveniți din 1421 custozii locurilor sfinte catolice în Palestina, au restaurat încăperea, adăugându-i bolți în stil gotic și au luat-o în ocrotirea lor între 1333-1523. În câteva rânduri, li s-a permis să posede și Capela Coborării Sfântului Duh, pe care au restaurat-o cu contribuția unor arhitecți creștini din Cipru, dar de fiecare dată musulmanii au pus repede capăt acestei stări de fapt.
În 1523, turcii otomani au capturat Ierusalimul și au izgonit pe creștini din cenaclu. În cursul secolului al XVI-lea, în numele cultului mormântului presupus al regelui David, și unii rabini evrei au încercat să facă demersuri pentru a obține dreptul deschiderii locului pentru religia lor. Hotărârea privind excluderea creștinilor, inclusiv a franciscanilor din Cenaclu, comunicată de sultanul Soliman Magnificul mai multor monarhi europeni, între care regilor Franței și Portugaliei, a devenit neclintită începând din anul 1554. Sultanul a permis uzul Cenaclului (camera de sus) exclusiv ca moschee (Makam al Nabi Daud - Moscheea "Nabi Da'ud", adică a proorocului David).
Încă din 1453, sub regimul mameluc, musulmanii adăugaseră Cenaclului și un mihrab (o nișă indicând direcția rugăciunii spre Mecca), iar din 1524 au adăugat în preajmă o inscripție în limba arabă, în slava sultanului Soliman Magnificul care „a curățat” locul de „ghiauri”. De asemenea, musulmanii au creat ferestre colorate cu versete din Coran, inclusiv referitoare la David.
Bolta cu nervuri este caracteristică perioadei regilor din Casa Lusignan și goticului cipriot. 
Una din cele trei coloane ale cenaclului, rămase din vremea administrației franciscane, este decorată cu imagini reprezentând pelicani, pasăre care migrează în mod regulat spre Israel. De asemenea, s-a prezervat și imaginea pe o piatră a stemei orașului german Regensburg (Ratisbona).
Sultanul Soliman Magnificul a încredințat Sanctuarul în custodie familiei arabe Dadjani, care l-a administrat până la Războiul arabo-israelian din 1948-1949. Familia Dadjani și-a construit case în preajma sanctuarului, iar în timpul ocupației egiptene a lui Ibrahim pașa, din 1831, a adăugat o sală ce i-a servit drept reședință oficială – sala "Zawiya al Ibrahimiya".
În secolul al XX-lea, în vremea mandatului britanic în Palestina, autoritățile religioase musulmane au acceptat ca evreii să se poată ruga lângă așa-numitul „fals mormânt” al lui David, la etaj, în timp ce ceea ce se consideră mormântul „adevărat” de la parter a continuat să fie loc de cult numai pentru musulmani.
După cucerirea locului de către Israel și fuga familiei Dadjani și a majorității locuitorilor musulmani în 1948, în locul moscheii de la parter s-a înființat o sinagogă, iar în jurul ei au luat ființă ieșive și alte școli religioase evreiești.

### Ad Coenaculumși Biserica Adormirii
În așteptarea posibilității de a recupera Cenaclul, franciscanii au construit ulterior, tot sub dominația otomană, un alt sanctuar adiacent („Ad Sanctum Coenaculum”, mai pe scurt „Ad Coenaculum”) pe locul unde s-au așezat, în trecut, cei dintâi membri ai ordinului lor în Țara Sfântă.
De asemenea, la 1910, nu departe de cenaclu s-a ridicat, sub patronajul catolicilor din Germania, biserica și abația Adormirii Mariei (Abbatia dormitionis Beatae Mariae Virginis, pe scurt Dormitio în latină și germană, în engleză "Dormition", iar în pronunție ebraică "Dormițion"). Se află pe locul bisericii bizantine Hagia Sion.

### Perioada contemporană
După războiul arabo-israelian din 1948–1949, în care cetatea istorică a Ierusalimului a fost cucerită de către Iordania, Cenaclul a intrat sub controlul Israelului. Pe acoperișul clădirii se află un punct de observație, singurul loc de unde puteau evreii să zărească Zidul Plângerii, la care nu aveau să mai aibă acces până la Războiul de șase zile din 1967. În preajma scării se află, pe acoperiș, așa-numita „Odaie a președintelui”, de unde obișnuia președintele israelian Ițhak Ben Țvi să contempleze Zidul de Apus (numele ebraic al Zidului Plângerii), Muntele Măslinilor și alte câteva părți din orașul vechi și din cartierele de est ale Ierusalimului, care se aflau sub control iordanian.
După lungi perioade de hegemonie musulmană, chiar și în vremea mandatului britanic interbelic, creștinii catolici au recâștigat accesul la Cenaclu abia în 1948, când locul a fost cucerit de Israel. Papa Paul al VI-lea a vizitat Cenaclul în cursul vizitei sale fulger în Israel în 1964. Iar papa Ioan Paul al II-lea a putut deja celebra aici misa în cursul pelerinajului jubiliar din anul 2000, pe locul unde Iisus a stabilit Sfânta Euharistie. Papa Francisc a condus și el în acest loc un serviciu divin la 26 mai 2014. Autoritățile israeliene au fost solicitate de către unii factori catolici să predea încăperea Bisericii Romano-Catolice, în schimbul vechii sinagogi din Toledo care fusese preschimbată timp de câteva secole în biserică catolică, sub numele de "Sfânta Maria Albă", și care, în momentul de față, este muzeu.

## Vezi și

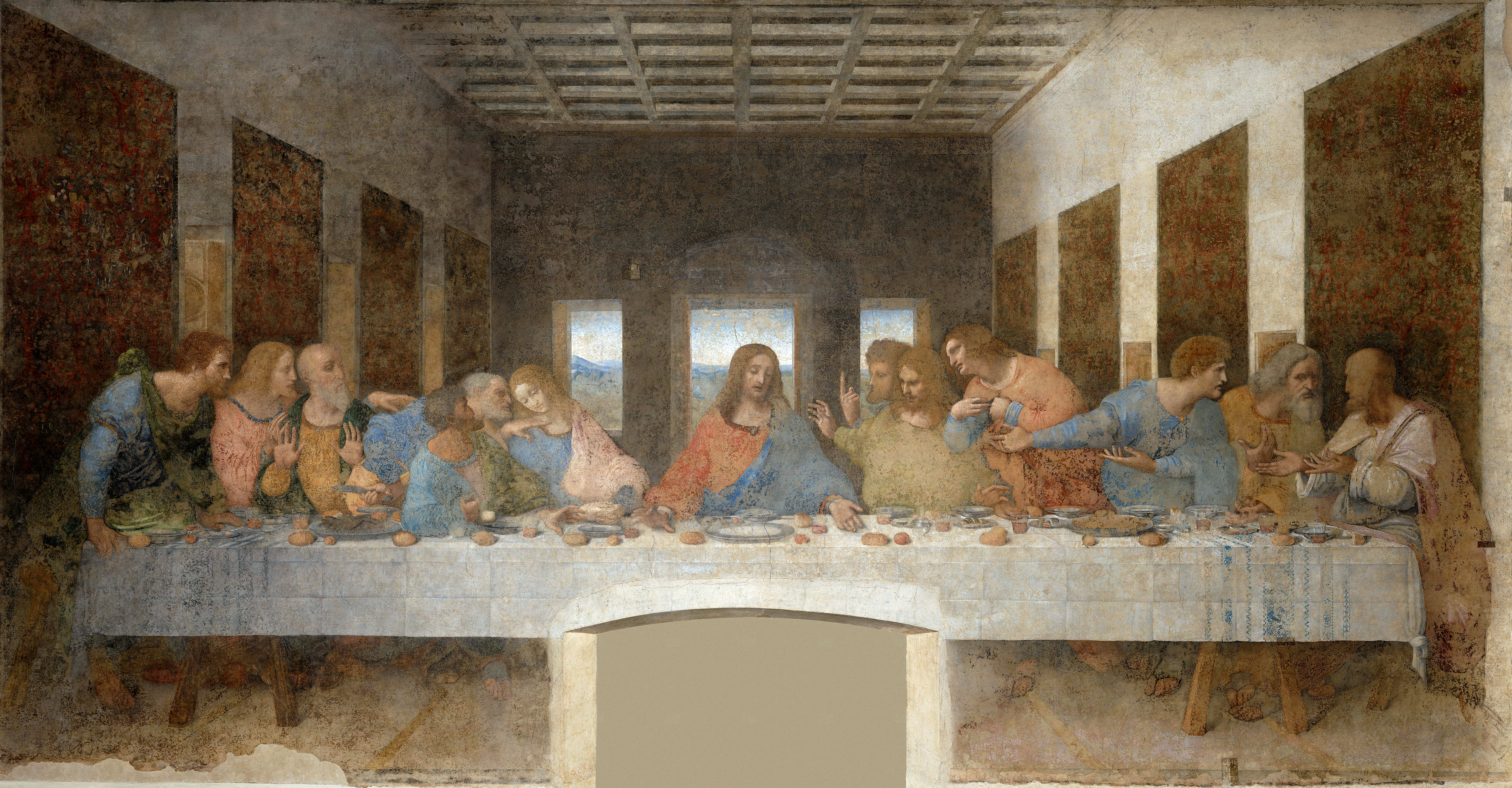
„Cina cea de taină” de Leonardo da Vinci